# Juan Carlos Guillamón Ruiz
Juan Carlos Guillamón Ruiz (Múrcia, 22 de novembre de 1974) va ser un ciclista espanyol, professional del 1998 al 2003. Del seu palmarès destaca el Campionat nacional en ruta de 2002.

## Palmarès
- 1996
  - Vencedor d'una etapa al Circuito Montañés
- 1999
  - 1r al Trofeu Joaquim Agostinho i vencedor d'una etapa
- 1996
  - Vencedor d'una etapa al Gran Premi Abimota
- 2002
  -  Campió d'Espanya en ruta

### Resultats a la Volta a Espanya
- 2001. 112è de la classificació general
- 2002. 125è de la classificació general